# ライラと今夜もケバりまShow!!
『ライラと今夜もケバりまShow!!』（ライラとこんやもケバりまショー）は、CBCラジオで放送されていたラジオのトーク番組。

## 概要
愛知県名古屋市でドラァグクイーンとして活動するライラ・グレイルとCBCテレビアナウンサーの榊原悠介がパーソナリティを務めるラジオ番組。
通常は土曜20:30からの放送だが、野球のナイター中継が放送される日は土曜16:15に放送している。夕方の放送でも変わらない下ネタや深夜ノリのトークが特徴となっている。
TBSラジオ『爆笑問題の日曜サンデー』の企画・新番組選手権2022にノミネートされ、1位を獲得した。
放送翌週の日曜日にSpotifyにてアーカイブを公開している。
Twitterのハッシュタグは「#ケバケバ」。番組ノベルティはステッカーである。

## 放送時間
- 毎週土曜 20:30 - 21:00（2022年4月2日 - ）

## コーナー
ふつおた
ライラ、榊原へのメッセージや活動についての質問を募集している。
濡れボイス
ライラを濡れさせるようなちょっとエッチなセリフを募集し、榊原が囁くコーナー。